# روبن پالومکوک (بازیکن فوتبال)
روبن پالومکوک (انگلیسی: Rubén Palomeque؛ زادهٔ ۱۲ سپتامبر ۱۹۹۴) بازیکن فوتبال اهل اسپانیا است.
از باشگاه‌هایی که در آن بازی کرده‌است می‌توان به باشگاه فوتبال کرمونزه، باشگاه فوتبال کومو، و باشگاه فوتبال بولونیا اشاره کرد.